# Дубки (Володарский район)
Дубки — посёлок в Володарском районе Нижегородской области. Входит в состав сельсовета Красная Горка. Население 37 (2010) человек

## Общая физико-географическая характеристика
Географическое положение
По автомобильным дорогам расстояние до областного центра города Нижнего Новгорода составляет 76 км, до районного центра города Володарска — 14 км. Абсолютная высота 76 метров над уровнем моря.
Часовой пояс
Дубки, как и вся Нижегородская область, находится в часовой зоне МСК (московское время). Смещение применяемого времени относительно UTC составляет +3:00.

## Население
| 1859 | 1905 | 1926 | 1999 | 2010 |
| ---- | ---- | ---- | ---- | ---- |
| 360  | ↗472 | ↗480 | ↘45  | ↘37  |